# Maria Petrova (patinadora)
Maria Igoryevna Petrova (em russo:  Мария Игоревна Петрова; Leningrado, RSFS da Rússia, 29 de novembro de 1977) é uma ex-patinadora artística russa que competiu em competições de duplas. Ela foi campeã mundial em 2000 ao lado de Alexei Tikhonov.

## Principais resultados

### Com Alexei Tikhonov
| Resultados                                                                             | Resultados        | Resultados       | Resultados        | Resultados        | Resultados        | Resultados        | Resultados        | Resultados        | Resultados       | Resultados    | Resultados    | Resultados    |
| Internacional                                                                          | Internacional     | Internacional    | Internacional     | Internacional     | Internacional     | Internacional     | Internacional     | Internacional     | Internacional    | Internacional | Internacional | Internacional |
| Evento/Temporada                                                                       | 1998– 1999        | 1999– 2000       | 2000– 2001        | 2001– 2002        | 2002– 2003        | 2003– 2004        | 2004– 2005        | 2005– 2006        | 2006– 2007       |               |               |               |
| -------------------------------------------------------------------------------------- | ----------------- | ---------------- | ----------------- | ----------------- | ----------------- | ----------------- | ----------------- | ----------------- | ---------------- | ------------- | ------------- | ------------- |
| Jogos Olímpicos                                                                        |                   |                  |                   | 6.ª               |                   |                   |                   | 5.ª               |                  |               |               |               |
| Campeonato Mundial                                                                     | 4.ª               | Medalha de ouro  | 4.ª               | 4.ª               | Medalha de bronze | 4.ª               | Medalha de prata  | Medalha de bronze | WD               |               |               |               |
| Campeonato Europeu                                                                     | Medalha de ouro   | Medalha de ouro  | 4.ª               | Medalha de bronze | Medalha de bronze | Medalha de prata  | Medalha de bronze | Medalha de bronze | Medalha de prata |               |               |               |
| GP Grand Prix Final                                                                    | Medalha de bronze | 4.ª              | 5.ª               | 5.ª               | Medalha de bronze | Medalha de bronze | Medalha de prata  | 4.ª               | 6.ª              |               |               |               |
| GP Bofrost Cup on Ice                                                                  | Medalha de ouro   | Medalha de ouro  | Medalha de prata  | Medalha de bronze | 4.ª               |                   |                   |                   |                  |               |               |               |
| GP Cup of China                                                                        |                   |                  |                   |                   |                   | Medalha de bronze |                   | Medalha de ouro   |                  |               |               |               |
| GP Cup of Russia                                                                       |                   | Medalha de ouro  |                   | Medalha de prata  | Medalha de prata  |                   |                   |                   | Medalha de prata |               |               |               |
| GP NHK Trophy                                                                          | 5.ª               | Medalha de ouro  | Medalha de bronze |                   | 4.ª               | Medalha de ouro   | Medalha de ouro   |                   |                  |               |               |               |
| GP Skate America                                                                       |                   |                  |                   |                   |                   | Medalha de prata  |                   |                   |                  |               |               |               |
| GP Skate Canada International                                                          | Medalha de prata  |                  | Medalha de bronze |                   |                   |                   |                   | Medalha de prata  |                  |               |               |               |
| GP Trophée Éric Bompard                                                                |                   |                  |                   |                   |                   |                   | Medalha de prata  |                   | Medalha de ouro  |               |               |               |
| Jogos da Boa Vontade                                                                   |                   |                  |                   | Medalha de bronze |                   |                   |                   |                   |                  |               |               |               |
| Nacional                                                                               |                   |                  |                   |                   |                   |                   |                   |                   |                  |               |               |               |
| Campeonato Russo                                                                       | Medalha de prata  | Medalha de prata | Medalha de prata  | Medalha de bronze | Medalha de prata  | Medalha de prata  | Medalha de prata  | Medalha de ouro   |                  |               |               |               |
|                                                                                        |                   |                  |                   |                   |                   |                   |                   |                   |                  |               |               |               |
| Legenda: GP = Grand Prix; WD = Abandonou; Competição não foi disputada nesta temporada |                   |                  |                   |                   |                   |                   |                   |                   |                  |               |               |               |

### Com Teimuraz Pulin
| Resultados                                                             | Resultados       | Resultados    | Resultados    | Resultados    | Resultados    | Resultados    | Resultados    | Resultados    | Resultados    | Resultados    | Resultados    | Resultados    |
| Internacional                                                          | Internacional    | Internacional | Internacional | Internacional | Internacional | Internacional | Internacional | Internacional | Internacional | Internacional | Internacional | Internacional |
| Evento/Temporada                                                       | 1996– 1997       | 1997– 1998    |               |               |               |               |               |               |               |               |               |               |
| ---------------------------------------------------------------------- | ---------------- | ------------- | ------------- | ------------- | ------------- | ------------- | ------------- | ------------- | ------------- | ------------- | ------------- | ------------- |
| GP Nations Cup                                                         |                  | 6.ª           |               |               |               |               |               |               |               |               |               |               |
| GP NHK Trophy                                                          |                  | 5.ª           |               |               |               |               |               |               |               |               |               |               |
| Blue Swords                                                            | Medalha de ouro  |               |               |               |               |               |               |               |               |               |               |               |
| Universíada                                                            | Medalha de prata |               |               |               |               |               |               |               |               |               |               |               |
| Internacional – Júnior                                                 |                  |               |               |               |               |               |               |               |               |               |               |               |
| Campeonato Mundial Júnior                                              | Medalha de prata |               |               |               |               |               |               |               |               |               |               |               |
| Nacional                                                               |                  |               |               |               |               |               |               |               |               |               |               |               |
| Campeonato Russo                                                       | 5.ª              | 6.ª           |               |               |               |               |               |               |               |               |               |               |
|                                                                        |                  |               |               |               |               |               |               |               |               |               |               |               |
| Legenda: GP = Grand Prix; Competição não foi disputada nesta temporada |                  |               |               |               |               |               |               |               |               |               |               |               |

### Com Anton Sikharulidze
| Resultados | Resultados       | Resultados      | Resultados       | Resultados       | Resultados    | Resultados    | Resultados    | Resultados    | Resultados    | Resultados    | Resultados    | Resultados    |
| Internacional | Internacional    | Internacional   | Internacional    | Internacional    | Internacional | Internacional | Internacional | Internacional | Internacional | Internacional | Internacional | Internacional |
| Evento/Temporada | 1992– 1993       | 1993– 1994      | 1994– 1995       | 1995– 1996       |               |               |               |               |               |               |               |               |
| --- | ---------------- | --------------- | ---------------- | ---------------- | ------------- | ------------- | ------------- | ------------- | ------------- | ------------- | ------------- | ------------- |
| Campeonato Mundial |                  | 8.ª             | 6.ª              |                  |               |               |               |               |               |               |               |               |
| Campeonato Europeu |                  |                 | 6.ª              | 5.ª              |               |               |               |               |               |               |               |               |
| GP Skate Canada International |                  |                 |                  | Medalha de prata |               |               |               |               |               |               |               |               |
| GP Trophée de France |                  |                 |                  | 5.ª              |               |               |               |               |               |               |               |               |
| Jogos da Boa Vontade |                  |                 | 7.ª              |                  |               |               |               |               |               |               |               |               |
| NHK Trophy |                  |                 | 7.ª              |                  |               |               |               |               |               |               |               |               |
| Internacional – Júnior |                  |                 |                  |                  |               |               |               |               |               |               |               |               |
| Campeonato Mundial Júnior | Medalha de prata | Medalha de ouro | Medalha de ouro  |                  |               |               |               |               |               |               |               |               |
| Nacional |                  |                 |                  |                  |               |               |               |               |               |               |               |               |
| Campeonato Russo |                  | 6.ª             | Medalha de prata | 4.ª              |               |               |               |               |               |               |               |               |
| |                  |                 |                  |                  |               |               |               |               |               |               |               |               |
| Legenda: GP = Grand Prix; WD = Abandonou; Competição não foi disputada nesta temporada; Competição não fez parte do GP/CS; Competição fez parte do GP/CS |                  |                 |                  |                  |               |               |               |               |               |               |               |               |